# Kalde spor
Kalde spor är en norsk svartvit dramakrigsfilm från 1962 i regi av Arne Skouen. I rollerna ses bland andra Toralv Maurstad, Henny Moan och Alf Malland.

## Handling
Vintern 1944. I en fjällstuga bor tolv flyktingar. Gruppen måste bege sig därifrån, men Oddmund begär att de ska stanna så att hans käresta Ragnhild kan hinna ikapp dem. På vägen blåser det upp till storm och Ragnhild blir nödställd. Oddmund skickar iväg flyktingarna i förväg och på resans gång omkommer de. 15 år senare försöker Oddmund göra upp med sina samvetskval kopplade till händelsen.

## Rollista
- Toralv Maurstad – Oddmund
- Henny Moan – Ragnhild
- Alf Malland – Tormod
- Ragnhild Hald
- Sverre Holm
- Egil Lorck
- Lasse Næss
- Siv Skjønberg

## Om filmen
Kalde spor producerades av bolaget Ara-Film AS med Odd Rohde som upptagningsledare. Filmen regisserades av Arne Skouen som även skrev manus. Fotograf var Ragnar Sørensen och klippare Bjørn Breigutu. Musiken komponerades av Gunnar Sønstevold. Filmen hade premiär den 4 oktober 1962 i Norge och distribuerades av Kommunenes filmcentral. Filmen visades även på Moskvas internationella filmfestival 1963.